# Neronia
Die Neronia waren vom römischen Kaiser Nero ersonnene Wettspiele nach griechischem Vorbild. 
Die mehrtägigen Spiele bestanden aus Konkurrenzen in Dichtkunst, Musik und Gesang, verschiedenen sportlichen Wettkämpfen sowie aus Pferderennen. Nach Neros Konzipierung sollten die Neronia in einem Fünf-Jahres-Turnus stattfinden. Ausgeführt wurden sie jedoch nur in den Jahren 60 und 65 nach Christus. Austragungsorte waren die Gärten am mons Vaticanus (dort das Theater des Nero), das Theater des Pompeius und die Saepta Julia.
Den Vorsitz führten die jeweiligen Konsuln. Als Preis für den Sieger einer Disziplin wurde ein Lorbeerkranz verliehen.
In der Sparte Dichtkunst gewann im Jahr 60 der Dichter Lucanus mit im Wortlaut nicht erhaltenen laudes Neronis („Lobrede auf Nero“). 65 trat Nero selbst mit einem Gedicht über den Trojanischen Krieg an.